# Jindřich Hořejší
Jindřich Hořejší (25. dubna 1886 Nusle – 30. května 1941 Praha-Královské Vinohrady) byl český básník, publicista a překladatel.

## Život
Narodil se v Nuslích u Prahy jako první z pěti dětí proletáře Vojtěcha Hořejšího a jeho manželky Barbory, rozené Schallerové. Otec pracoval jako truhlářský pomocník, později jako dělník Ringhofferovy vagónky na Smíchově a nakonec byl sklepníkem. Matka byla domácí švadlena rukavic. Studoval na malostranské reálce, kde začal publikovat libreta loutkových her, jednoaktovky a divadelní referáty. V roce 1904, kdy maturoval, otiskl své básně v almanachu absolventů školy.
 Jeden rok studoval na Pražské technice. V červnu roku 1905 školu opustil a pěšky odešel do Paříže, kde žil až do roku 1914 a stýkal se s českou bohémou. Vystřídal řadu zaměstnání, byl například myčem nádobí v hotelu, vyučoval české řemeslníky francouzštině a později se živil příspěvky zasílanými do českých časopisů. Vystudoval filosofii, francouzský jazyk a literaturu na pařížské Sorboně a ekonomické vědy v Dijonu, kde získal diplom roku 1909.
Než narukoval na vojnu, zničil všechny své literární práce. První světovou válku prožil na ruské frontě. Po roce 1918 pracoval jako úředník na ministerstvu pro zásobování lidu, od roku 1922 až do konce života byl smluvním překladatelem do francouzštiny ve Státním úřadě statistickém v Praze.
Ve 20. letech byl členem skupiny Devětsil.

## Rodina
Jeho bratr Josef Hořejší (1887–1969) byl ředitelem menšinových škol, překladatelem a autorem biografických článků o svém bratrovi Jindřichovi. Bratr Alexandr Hořejší byl také básník a překladatel, známý pod pseudonymem Jan Alda. Dcera Jiřina Hořejší (*1932) je historička umění, bývalá vědecká pracovnice Ústavu dějin umění ČSAV a redaktorka časopisu Umění.

## Dílo

### Básně
Jeho dílo nemá dynamičnost jiných básníků této doby, začal proletářskou poezií a jako jediný z tehdejších básníků u ní zůstal. Během své tvorby neprošel téměř žádným vývojem.
- Hudba na náměstí – 1921, děj se odehrává ve městě, což je pro tento druh poezie typické. Hlavními hrdiny jsou dělníci a dělnice. Vyslovuje tu názor, že životní podmínky dělníků jsou těžké, ale to je podle autora stmeluje a dává jim to lepší podmínky pro boj.
- Korálový náhrdelník – 1923, zde se objevuje milostná poezie jako součást poezie proletářské, tzn. že do milostného vztahu tragicky zasahuje sociální realita. Autor nechápe ženu pouze jako milenku, ale především jako spolubojovnici.
- Den a noc – 1931, autor vyjadřuje osobní pocity z rozporů snu a skutečnosti, sociální nespravedlnosti a nemožnosti změn. Vrcholem sbírky je baladická báseň Paní z námoří, tragická konfrontace nenaplněného snu.

### Próza
Své první články z let 1906–1910 podepisoval pseudonymem – dívčím jménem své matky Barbora Schallerová a uveřejňoval je v časopise Ženský obzor. Dále publikoval v časopisech Besedy Času, Besedy lidu, Bodláky, Cesta, Červen, České slovo, Český svět, Haló noviny, Lidové noviny, Literární noviny, Rudé právo, Šibeničky, Telegraf a další, také ve sbornících jako např. Almanach Kmene, Jarní almanach Kmene, Jízdní řád literatury a poezie, Rozpravy Aventina aj.

### Překlady
Podstatnou část díla tvoří překlady, především z francouzštiny a do francouzštiny, a ze španělštiny. vypracoval se na předního překladatele školy Otokara Fischera. Překládal poezii: Guillaume Apollinaire, Jehan Rictus, Tristan Corbiere, Émile Verhaeren, Paul Eluard, Jean Giradoux, prokleté básníky. Překládal také prózu (André Maurois, Jean Cocteau, aj.) a dramata. Do francouzštiny přeložil Osudy dobrého vojáka Švejka Jaroslava Haška.

### Překlady dramat
- 1932 Georges Neveux: Julie aneb Snář, Národní divadlo v Praze, překlad: Jindřich Hořejší, režie: Jiří Frejka, scéna: Bedřich Feuerstein[6]
- ze španělštiny: Lope de Vega, Federico Garcia Lorca nebo Pedro Calderón de la Barca